# 焦慮不安
〈焦慮不安〉是由美国音乐组合二十一名飞行员创作并录制的歌曲。它于2020年4月9日作为独立单曲通过拉麵工坊发行，是一首由主唱泰勒·约瑟夫与另类摇滚乐队Mutemath的保羅·梅尼一起制作的舞曲流行、流行摇滚和舞曲摇滚歌曲，歌词围绕着创作和录制期间的新冠疫情大流行。这首歌曲鼓励人们在充满挑战的时刻抱有希望，同时也表达了与疫情相关的广泛恐惧和恐慌。这首歌的部分收益将捐赠给慈善机构Crew Nation，这是Live Nation为因新冠大流行而被裁减的巡演和场馆人员而设立的全球救助基金。单曲发布后，這首歌的音樂錄影帶也同時公開。2020年5月29日，二十一名飛行員官方YouTube频道发布了这首歌的官方歌词影片。

## 背景和錄音
2020年3月初，美国确诊的冠状病毒病例数为70例，但到了次月，冠状病毒病例已增加了几十万例，死亡率不断上升，导致学校停课，大型集会被禁止。居家等社交疏遠措施已被广泛推荐，十人以上的聚会也被劝阻。二十一名飞行员在疫情期间自我隔离，创作并录制了专辑《音樂戰壕》后发行的第一首新歌〈焦慮不安〉。
〈焦慮不安〉由主唱泰勒·约瑟夫创作，他与另类摇滚乐队Mutemath的保罗·梅尼一起担任制作人。两人此前曾在上一张专辑《音樂戰壕》中合作过，但这首歌与那张唱片以及前作《模糊脸庞》（2015年）的概念性不同，4月6日，約瑟夫在Twitter上透露，这是他用电吉他写的第一首歌，不过他需要 "几天时间来完成"。他补充说，他将把这首歌的文件发给他的乐队成员乔什·邓（Josh Dun）。三天后，这首歌作为独立单曲发行。这首单曲产生的部分收入将捐给慈善机构Crew Nation，这是Live Nation为因大流行病而被裁员的巡演和场馆人员所做的全球救助基金。

## 音樂
〈焦慮不安〉被定义为舞曲流行、流行摇滚和舞曲摇滚歌曲，并融入了放克、流行和软式摇滚的元素，时长3分40秒。根据阿尔弗雷德音乐公司在Musicnotes.com公布的乐谱，该曲采用四四拍写成，速度中等偏快，每分钟122拍。 《Level of Concern》采用E小调作曲，而泰勒·约瑟夫的声域则跨越了两个八度，从D4的低音到D6的高音，歌曲在前奏和主歌中的基本音序为Cmaj7–Bm7–Am7，在前副歌中交替使用Cmaj7和Am7 的和弦，在副歌、桥段和外奏中沿用Em–C–Am–G–D作为其和弦进展。
音乐编曲上，這首歌曲使用"明亮的迪斯科风吉他"建立起"欢快的節奏" ，再加上邓所打擊的节拍，《娱乐周刊》的奥马尔·桑切斯将其節奏与乐队的单曲〈旅程〉相提并论，而《公告牌》的记者克里斯·佩恩则认为这个节拍有"强烈的《梦中行走》（Walking on a Dream）的氛围"，同时也因其多次提到冠状病毒的流行而将这首单曲称为"#2020之歌"。歌曲的歌詞談論了在困难时期寻找希望和乐观，約瑟夫形容这首歌"简单但充满希望"，但"对到处都是混乱的情况还是很认真和诚实的"。《綜藝》的克里斯·威尔曼认为，欢快的器乐缓解了歌词中的"焦虑"，歌词中还用"你会是我的陪伴嗎？"等詞句讨论了"寻找合适的地下室伴侣"。

## 樂評
《公告牌》的克里斯·佩恩将〈焦慮不安〉描述为一首「勁歌」，有著「輕盈」的副歌，而卡琳·甘兹在为《纽约时报》做的评价中將其形容為"沉浸於簡潔風格中的80年代流行朋克風格的好聽片段".《綜藝》的克里斯·威尔曼认为，这首歌曲不是疫情主題的"草草寫就的蹭熱度作品"；反之，歌曲听起来"制作完成度很高"。 同样是《公告牌》的杰森·利普舒茨声称这首歌曲是"冠状病毒时代第一首真正的聖歌"，并推测它可能会成为商业上的成功之作，因为它有比《音樂戰壕》更适合電台的风格，以及"此刻任何人都能感同身受到的词句”。同样，《娱乐周刊》的奥马尔·桑切斯将其称为"第一首疫情聖歌"。

## 商業表現
尽管没有登记完整一周的活动紀錄，〈焦慮不安〉首周以7000張数字销售量在美国《告示牌》榜外單曲榜（《告示牌》百强单曲榜的延伸）上以第三名的成绩登场，在熱門搖滾歌曲榜单上排名第二，另類歌曲榜单上排名第十九。在第一个完整的追踪周，这首歌曲以10,600万流媒体和1.2万次下载登上公告牌百大單曲榜第23名，使其成为他们在该榜单上的第二高歌曲，并从热门摇滚歌曲榜的榜首上擠下了迪斯可癟三的〈High Hopes〉，成为自2018年11月以来第一首除了迪斯可癟三在该榜单上排名第一的歌曲。这也是他们在另类歌曲榜上的第七首首曲，使他们成为第七支在该榜单上拥有最多首曲的乐队 。

## 音樂錄影帶
2020年4月9日，歌曲发布后分享了〈焦慮不安〉的音樂錄影帶，由经常合作的Reel Bear Media执导，约瑟夫的妻子珍娜、他们的女儿羅西和邓的妻子黛比·瑞安友情出演。它粗略记录了歌曲和视频的创作过程，约瑟夫和邓分别录制和拍摄自己的部分，将音频和影片上传到闪存盘中，并通过邮递的方式发送（尽管在视频的结尾处透露两人住在隔壁）。影片也切入约瑟夫和邓与各自的伴侣共度时光，并用闪光灯和荧光星装饰他们的房子的片段。截至2020年9月11日，该视频在YouTube上的点击率已超过5000万。

## 榜單
| 榜單 (2020年)                             | 最高 排位 |
| ----------------------------------------- | --------- |
| 澳大利亞（澳大利亞唱片業協會單曲榜）      | 83        |
| 奥地利（Ö3四十强单曲榜）                  | 42        |
| 比利时佛兰德（Ultratip榜外單曲榜）        | 13        |
| 比利时瓦隆（Ultratip榜外單曲榜）          | 2         |
| 加拿大（《告示牌》Canada CHR）            | 39        |
| 加拿大（Canadian Hot 100）                | 53        |
| 加拿大（《告示牌》Canada Rock）           | 16        |
| 独联体（Tophit独联体电台榜）              | 138       |
| 克羅埃西亞（克羅埃西亞電台榜）            | 46        |
| 捷克共和國（百強數位單曲榜）              | 27        |
| 愛沙尼亞（Eesti Tipp-40）                 | 18        |
| 希臘（國際唱片業協會希臘分會國際單曲榜）  | 58        |
| 匈牙利（四十強單曲榜）                    | 20        |
| 匈牙利（四十強串流榜）                    | 18        |
| 愛爾蘭（愛爾蘭唱片音樂協會单曲榜）        | 29        |
| 拉脫維亞（拉脫維亞音樂製造商協會）        | 10        |
| 立陶宛（AGATA）                           | 27        |
| 墨西哥（《告示牌》英格爾斯電台榜）        | 2         |
| 荷兰（荷蘭四十強單曲榜）                  | 24        |
| 荷兰（百强单曲榜）                        | 63        |
| 新西兰（新西兰唱片音乐协会熱門單曲榜）    | 2         |
| 葡萄牙（葡萄牙唱片業協會单曲榜）          | 95        |
| 蘇格蘭（官方榜单公司單曲榜）              | 48        |
| 斯洛伐克（電台百大單曲榜）                | 48        |
| 斯洛伐克（百強數位單曲榜）                | 40        |
| 瑞典（瑞典每周热歌榜）                    | 2         |
| 瑞士（瑞士热门音乐榜）                    | 85        |
| 英國（官方榜单公司單曲榜）                | 42        |
| 美国（《告示牌》百大單曲榜）              | 23        |
| 美國（《告示牌》Adult Alternative Songs） | 36        |
| 美國（《告示牌》成人當代單曲榜）          | 29        |
| 美國（《告示牌》Adult Pop Airplay）       | 11        |
| 美國（《告示牌》Hot Rock Songs）          | 1         |
| 美國（《告示牌》Rock Airplay）            | 1         |
| 美國（《告示牌》Pop Airplay）             | 23        |
| 美国（《滾石》百強單曲榜）                | 12        |
| 委內瑞拉盎格魯（唱片报告）                | 7         |
| 委內瑞拉流行（唱片报告）                  | 20        |

## 認證
| 地區                     | 认证 | 认证单位/销量 |
| ------------------------ | ---- | ------------- |
| 巴西（巴西唱片業協會）   | 金   | 20,000‡       |
| 加拿大（加拿大音乐协会） | 金   | 40,000‡       |
| 美国（美國唱片業協會）   | 金   | 500,000‡      |
| ‡僅含認證的+實際銷量     |      |               |